# Sven Meinhardt
Sven Meinhardt (ur. 28 września 1971 w Mülheim an der Ruhr) – niemiecki hokeista na trawie, złoty medalista olimpijski z Barcelony.
Brał udział w dwóch igrzyskach (IO 92, IO 96). Największy sukces w karierze odniósł w 1992, kiedy to wywalczył złoty medal olimpijski. Był mistrzem Europy w 1991 i 1995. Łącznie rozegrał w kadrze 101 spotkań, w latach 1990-1996.